# 丘禾實
丘禾實（1570年—1614年），字有秋，號鶴峰，贵州新添衛官籍（貴定）山東萊州府即墨縣人，明朝政治人物，萬曆辛卯貴州解元，戊戌進士。在翰苑多年，官至右庶子。

## 生平
萬曆十九年（1591年）辛卯科貴州鄉試第一名舉人。萬曆二十六年（1596年）戊戌科三甲九十四名進士，户部觀政，改翰林院庶吉士，二十八年八月授檢討，三十年十二月编纂六曹章奏，三十一年直起居注，三十二年鄉試主考，三十四年五月充正使，册封代王世子，丁憂歸。服闋，三十七年十二月復除原职，三十八年會試同考，三十九年六月升右春坊右赞善兼翰林院检讨，四十年升右谕德，四十一年管理诰敕撰文，本年十一月升右庶子兼侍讀，四十二年三月十四日卒，年四十五。《明史》著錄。

## 著作
著有《循陔園集》。

## 家族
曾祖丘潤，都指挥佥事。祖父丘瑚，新興學正，封知縣。父丘东昌，隆庆丁卯舉人、官阜城县知县、開泸二州知州。母史氏，封太宜人。弟丘禾嘉（遼東巡撫）